# Hvid kornel
Hvid kornel (Cornus alba) er en op til 3 meter høj busk, der i Danmark anvendes i haver, men også træffes vildtvoksende på fugtig bund nær bebyggelse.

## Beskrivelse
Hvid kornel er en løvfældende busk med en bred og åben, opstigende vækstform. Barken er først lysegrøn med hvid dug. Senere bliver den klart rød på alle sider. Gamle grene kan få gråbrun og ru, opsprækkende bark. Knopperne er modsatte og tiltrykte, smalle og rødlige. Bladene er ovale til ægformede med kort spids, buede ribber og hel rand. Oversiden er klart grøn, mens undersiden er mat lysegrøn. Høstfarven er orangerød til mørkerød.
Blomsterne sidder i kugleformede skærme i spidsen af skuddene. De enkelte blomster er korsformede og hvide, men ret små. Frugterne er stenfrugter, som først er hvide (deraf navnet!), men som senere bliver lyseblå. Frøene modner godt og spirer villigt.
Rodnettet består af højtliggende og grove hovedrødder, som forgrener sig i et filtagtigt, meget tæt netværk af finrødder. Grene, som har jordkontakt, slår rod. Rodnettet har en meget speciel, lidt hengemt eller muggen lugt.
Højde x bredde og årlig tilvækst: 4 × 4 m (30 × 30 cm/år).

## Voksested
Arten findes vildtvoksende i kratskove langs vandløb og i blandede løv- og nåleskove i højder mellem 600 og 2.000 m i Sibirien, Centralasien, Kina og Korea. I Savanskbjergene er klimaet meget fugtigt og byger kommer med korte mellemrum. I begyndelsen af maj stiger temperaturerne hastigt fra nogle graders frost til 30 graders varme. I slutningen af måneden bliver vejret meget solrigt og varm, sådan at foråret bryder frem med stor fart. Uden for landsbyen Kushabar findes en bjergskråning, som er moderat tør til tør. Her vokser arten sammen med bl.a. Agrimonia pilosa (en art af agermåne), firblad, hindbær, almindelig humle, almindelig kællingetand, majblomst, almindelig torskemund, voldtimian, strudsvinge, Arabis incarnata (en art af kalkkarse), bugtet kløver, dunet vejbred, filtbladet kongelys, finsk rose, fladkravet kodriver, flerfarvet ærenpris, fruebær, haveribs, hundeviol, liden frøstjerne, lodden perikon, musevikke, norsk potentil, nøgleklokke, prikbladet perikon, skovfyr, skovjordbær, slangeurt, sort druemunke, svaleurt, sølvpotentil og vortebirk

## Bær
Bærrene er meget beske, men spises gerne af fugle.

## Note
1. ↑  Meniuk Piuntz: The Vegetation of the Siberian-Mongolian Frontiers – grundig (men muligvis forældet) beskrivelse af vegetationerne i Mongoliet på skillelinjen mellem steppe og taiga (på (engelsk))

| Portal | Portal:Botanik |